# Idiops parvus
Idiops parvus är en spindelart som beskrevs av Hewitt 1915. Idiops parvus ingår i släktet Idiops och familjen Idiopidae. Inga underarter finns listade i Catalogue of Life.